# Rothari
Rothari (° c. 606 - † 652) est roi des Lombards d'Italie de 636 à 652.

## Biographie

L'Italie lombarde (en bleu) à la mort du roi Rothari (652).

Duc lombard de Brescia, fils d'un certain Nandinig, du clan des Harodings (filius Nandinig, ex genere Harodos), Rothari est porté au trône par le parti arien, succédant ainsi à son prédécesseur arien Arioald (636), dont il épouse la veuve catholique Gondeberge (Gundiperga), selon la coutume lombarde. Selon le chroniqueur Frédégaire, il commença son règne en mettant à mort de nombreux nobles insubordonnés puis fera enfermer dans la forteresse de Lomello sa femme, accusée de complot.
Prince guerrier, son règne est marqué par de nouvelles conquêtes lombardes ; la Corse est envahie, la Toscane et la Ligurie conquises et occupées, et Gênes tombe en 643. Au nord-est, il s'empare enfin de la forteresse byzantine d'Oderzo qui avait toujours échappée aux Lombards et bat à deux reprises les Byzantins sur les monts Apennins et sur le versant septentrional du Monte Cimone. Cependant, les duchés lombards de Spolète et de Bénévent, dont les ducs sont quasi indépendants, lui échappent.
Ce roi-législateur qui avait prôné la politique expansionniste du regnum Langobardorum mourut en 652, à l'âge de 46 ans environ. Il fut inhumé dans l'église de S. Jean à Monza, résidence royale, ou à Pavie, capitale du royaume.
Selon Paul Diacre, Rothari fut « un homme d'une grande valeur physique, attaché à suivre le chemin de la justice mais qui ne sut pas tenir la droite ligne de la foi chrétienne et qui subit la souillure d'une foi déviée, celle de l'hérésie arienne ».
Son fils Rodoald, issu de son premier mariage, lui succéda.

### Édit de Rothari
Rothari est le premier roi lombard à mettre par écrit les lois orales de son peuple et de ses sujets barbares. Ainsi, le 22 novembre 643, il fait publier à Pavie son fameux édit, plus connu sous le nom d'Édit de Rothari (Edictvm Rothari), d'inspiration germanique, se rapprochant des lois anglo-saxonnes, et faisant peu allusion aux Romains. Il prit également le surnom impérial de Flavius.

## Généalogie simplifiée[5]
```
Ustbora (
fl.
 
330
-
355
) 
│
├─> Mammo 
    │
    └─> Faccho 
        │
        └─> Froncho 
            │
            ├─> Weo 
                │
                └─> Wehilo 
                    │
                    └─> Hiltzo 
                        │
                        └─> Alaman 
                            │
                            └─> Adhamund 
                                │
                                └─> Noctzo 
                                    │
                                    └─> Nandinig 
                                        │
                                        └─> Rothari  (
°
 
c.
 
606
 - 
†
 
652
) 
                                             │
                                             └─> 
Rodwald
 (
°
 
c.
 
626
 - 
†
 
653
) 
```

## Sources primaires
- Chronique de Frédégaire.
- Origo gentis Langobardorum.
- Paul Diacre, Histoire des Lombards, Livre IV.